# Udea pyraustiformis
Udea pyraustiformis is een vlinder uit de familie van de grasmotten (Crambidae), uit de onderfamilie van de Spilomelinae. De wetenschappelijke naam van deze soort is voor het eerst voorgesteld als Pionea pyraustiformis door Sergius Toll in een publicatie uit 1948.
De soort komt voor in Iran.